# شهرستان بوکوفسکی
شهرستان بوکوفسکی (به لاتین: Bokovsky District) یک شهرستان در روسیه است که در استان روستوف واقع شده‌است.